# Beluk Ares
Beluk Ares is een bestuurslaag in het regentschap Sumenep van de provincie Oost-Java, Indonesië. Beluk Ares telt 906 inwoners (volkstelling 2010).